# Список керівників держав 791 року
Список керівників держав 791 року — це перелік правителів країн світу 791 року.
Список керівників держав 790 року — 791 рік — Список керівників держав 792 року — Список керівників держав за роками

## Європа
- Абхазьке царство — Леон II (768—828)
- Айлех — Аед Ойрдніде мак Нейлл (788—819)
- Айргіалла — до 825 невідомо
- Королівство Східна Англія — Етельберт II (790—794)
- Королівство Астурія — Бермудо I (789—791); Альфонсо II (791—842)
- Перше Болгарське царство — Кардам (777—802)
- Брихейніог — Гріфід ап Ноуї (770—805)
- Волзька Болгарія — Тукий (765—815)
- Венеційська республіка — дож Джованні Гальбайо (787—804)
- Вессекс — Беортрік (786—802)
- Візантійська імперія — Костянтин VI Сліпий (780—797)
  - Неаполітанське герцогство — Григорій II (766—794)
- Королівство Гвент — Артуір ап Фернфел (775—810)
- Гвікке — елдормени до 796 невідомі.
- Королівство Гвінед — Карадог ап Мейріон (754—798)
- Дал Ріада — Костянтин I (781—820)
- конунґ данів — Гальфдан Старий (785?—807?)
- Дівед — Маредід ап Теудос (760—798)
- Думнонія — король Гернам ап Освальд (790—810)
- Королівство Ессекс — Сігерік (758—798)
- Ірландія — верховний король Доннхад Міді мак Домнайлл (775—797)
- Кахетія — Джуаншер (786 (самостійно від 790—807)
- Карантанія — Прибіслав (786—800)
- Королівство Кент — Оффа приєднав Кент до Мерсії (785—796)
- Кордовський емірат — Гішам I (788—796)
- Король Ломбардії Піпін Італійський (781—810)
  - Князівство Беневентське — Грімоальд III (787/788-806)
  - Сполетське герцогство — Вінігес (789—822)
  - Герцогство Фріульське — Ерік (787/789-799)
- Ленстер — Бран Ардхенн (785—795)
- Мерсія —Оффа (757—796)
- Морганнуг — Артфел Старий (785—825)
- Коннахт — Муіргіуса МакТоммалтах (786—815); Кінед (786—792) — співправитель
- Мунстер — Олхобар мак Фланн (786—796)
- Німеччина:
  - Герцогство Баварія — Карл I Великий (788—814)
  - Архієпископ Зальцбурга — Арно (784—821)
- Король піктів — Костянтин I (король піктів) (789/790-807)
- Королівство Нортумбрія — Етельред I (790—796)
- Королівство Повіс — Кадел ап Брохфел (773—808)
- Королівство Сассекс — Осмунд (757—792)
- Сейсіллуг — Артен ап Сейсілл (740—807)
- Стратклайд — Рідерх II ап Еугейн (780—798)
- Улад — Еохайд мак Фіахнай (790—810)
  - Конайлле Муйрхемне — Фіахайн (789—792)
  - Ві Ехах Кобо — Еоху мак Айлілла (776—801)
- Король Міде — Доннхад Міді мак Домнайлл (766—797)
- Франкське королівство — Карл I Великий (768—814)
  - Герцогство Васконія — герцог Васконії та Аквітанії Аделрік (778/781-800)
  - Бретонська марка — до 799 невідомо
  - Графство Тулуза — Вільгельм I (790—806)
  - Урхельське графство — до 798 невідомо
- Фризьке королівство — Радбод II (760—792)
- Хозарський каганат — бек-мелех Обадія (790—809)
- Швеція — Бйорн I Залізнобокий (785—800)
- Святий Престол; Папська держава — папа римський Адріан I (772—795)
- Вселенський патріарх — Тарасій (784—806)
  - Тбіліський емірат — до 813 невідомо

## Азія
- Близький Схід:
  - Багдадський халіфат — Гарун ар-Рашид (786—809)
    - Вірменський емірат — Наср ібн аль-Джахф (790—791); Абд аль-Кабір ібн Абд аль-Гамід аль-Адаві (791)
    - Дербентський емірат — Хашим I (790—797)
- Індія:
  - Західні Ганги — Шивамара II (788—816)
  - Камарупа — до 815 точна хронологія невідома
  - самраат Кашмірської держави Джаяпіда Вінаядітья (779—813)
  - Імперія Пала — Дгармапала (770—810)
  - Династія Паллавів — Нандіварман II (731—796)
  - Держава Пандья — Джатіла Парантака (765—815)
  - Раджарата — раджа Махінда II (787—807)
  - Раштракути — Дхрува (780—793)
  - Саканбарі — нріпа Дурлабхараджа I (784—809)
  - Східні Чалук'ї — Вішну-вардхан IV (772—808)
- Індонезія:
  - Матарам — Дхараніндра (775—800)
  - Шривіджая — Джаянаша (771/775-802)
- Китай:
  - Династія Тан — Де-цзун (779—805)
  - Тибетська імперія — Тисрондецан (755—797)
- Наньчжао — Мен Імоусюнь (779—808)
- Корея:
  - Об'єднана Сілла — ісагим (король) Вонсон (785—798)
  - Пархе — Мун-ван (737—793)
- Паган — король Хтун Лут (785—802)
- Середня Азія:
  - Бухархудати — Абу Ісхак Ібрагім (783—785/809)
  - Уйгурський каганат — каган Кутлуг-Більге-каган (790—795)
- Ченла — до 802 — невідомо
- Японія — Імператор Камму (781—806)

## Африка
- Аксумське царство — Дедем (787—802)
- Аббасиди — Гарун ар-Рашид (786—809)
  - Берегвати — Саліх ібн Таріф (744— до 792?)
  - Некор (емірат) — Саїд I ібн Ідрис (760—803)
- Ідрісиди — Ідріс I (789—791); Ідріс II (791-828)
- Макурія — Міхаель (785/794 — 804/813)
- Мідрариди — Ільяс ібн Абу'л-Касім (785—790)
- Рустаміди — Абд аль-Ваххаб ібн Абд ар-Рахман (787—823)

## Північна Америка
- Мутульське царство — Тан-Te'-K'ініч (770—802)
- Баакульське царство — К'ініч-К'ук'-Балам II (764 — після 783/799?)
- Шукуупське царство — Яш-Пасах-Чан-Йо'паат (763 — після 810)
- Яшчилан — Іцамнаах-Б'алам IV (768—800?)
- Царство Цу'со — Чан-Йо'паат (785—795)